# Grandvillers-aux-Bois

Grandvillers-aux-Bois este o comună în departamentul Oise, Franța. În 1 ianuarie 2022 avea o populație de 300 de locuitori.